# Миронченко, Валерий Николаевич
Валерий Николаевич Миронченко (род. 26 сентября 1950, Владикавказ) — генерал-майор Вооружённых Сил СССР и Вооружённых Сил РФ, начальник Казанского суворовского военного училища с 2014 года, в прошлом начальник Казанского высшего танкового командного училища в 1995—2014 года; депутат Государственного Совета Республики Татарстан IV и V созывов в 2009—2019 годах. Кандидат педагогических наук, профессор.

## Биография
Родился 26 сентября 1950 года во Владикавказе (нынешняя Северная Осетия). Окончил Орджоникидзевское высшее общевойсковое командное Краснознаменное училище в 1971 году и Военную академию имени М. В. Фрунзе в 1988 году (специальность «командно-штабная оперативно-тактическая танковых войск»).
В 1971—1976 годах — командир мотострелкового взвода, в 1976—1978 годах — командир мотострелковой роты, в 1978—1979 годах — начальник штаба мотострелкового батальона, в 1979—1984 годах — командир мотострелкового батальона, в 1984—1985 годах — заместитель командира мотострелкового полка. В 1988—1990 годах — командир 117-го гвардейского мотострелкового полка, в 1990—1995 годах — начальник штаба мотострелковой дивизии. Служил в 1983—1985 годах в Афганистане, в 1991—1994 годах — в Приднестровье и Южной Осетии.
С ноября 1995 по август 2014 года — начальник Казанского высшего танкового командного училища (филиал Челябинского танкового училища). В августе 2014 года назначен начальником Казанского суворовского военного училища Министерства обороны Российской Федерации.
В 2009—2014 годах — депутат Государственного Совета Республики Татарстан IV созыва от фракции «Единая Россия», в октябре 2014 года переизбран в Государственный Совет V созыва (покинул пост в сентябре 2019 года). Входил в Комитет Государственного Совета Республики Татарстан по культуре, науке, образованию и национальным вопросам.
Женат, есть двое сыновей. Увлекается военной историей и фалеристикой. В 2015 году задекларировал доход в 2 983 528,99 руб., земельные участки площадью 2983 м² и комнату в общежитии площадью 22,6 м² (супруга — доход в 662 030,58 руб., земельные участки площадью 996 м² и квартиру площадью 37 м².

## Награды
- Орден «За заслуги перед Отечеством» IV степени[1] (2011 год)[2]
- Орден Александра Невского[1]
- Орден «За военные заслуги»[1][2]
- Орден Почёта[1][2]
- Орден Красного Знамени[1][2]
- Орден Красной Звезды[1][2]
- Орден «За личное мужество»[1][2]
- Орден «За заслуги перед Республикой Татарстан»[1]
- Медаль «За боевые заслуги»[2]
- Медаль «100 лет образования Татарской Автономной Советской Социалистической Республики»[1] (2020 год)[2]
- Медаль «Памяти героев Отечества»[1]
- Медаль «В память 1000-летия Казани»[2]
- Медаль «За доблестный труд»[2]
- Почётная грамота Президента Российской Федерации[1]
- Именное оружие Министра обороны Российской Федерации[1]
- заслуженный учитель Республики Татарстан[2]
- другие награды